# Джиммі Докінс
Джеймс Ге́нрі «Джи́ммі» До́кінс (англ. James Henry "Jimmy" Dawkins, 24 жовтня 1936, Чула, США — 10 квітня 2013, Чикаго, США) — американський блюзовий співак і гітарист, автор пісень, музичний продюсер, представник чиказької блюзової сцени.

## Біографія

### 1936—1969
Джеймс Генрі Докінс народився 24 жовтня 1936 року в Чула, штат Міссісіпі. Син Ролланда/Роллінса і Меггі/Дороті Е. Докінс. На початку 1940-х років його сім'я переїхала до Паскагули, де батько працював на військовому кораблі. Джиммі почав грати на гітарі ще дитиною. 1952 року мама Джиммі купила сину першу гітару. Хлопчик проводив багато часу граючи, а його друзі через це почали називати його Джоном Лі Хукером та Мадді Вотерсом. Проте найулюбленішими виконавцями Докінса були музиканти з Нового Орлеану, а саме Фетс Доміно, Гітар Слім та Смайлі Льюїс.
В 1955 році Джиммі переїхав до Чикаго. Докінс влаштувався на тарновій фабриці, де пропрацював наступні два роки. Працюючи на останньому році роботи на фабриці Джиммі вистув по барам і ресторанам міста. Докінс почав грати як соло-гітарист разом зі Лестером Гінтоном, гравцем на губній гармоніці. 1956 року Докінс розпочав свою сольну кар'єру. Наступні три роки Джиммі грав як сесійний музикант із такими виконавцями як Лефт-Хенд Френк, Едді Кінг, Джиммі Роджерс, Смокі Смазерс, Коко Тейлор та інші.
Дебют Джиммі Докінса у студії відбувся в листопаді 1967 року, коли його запросили для участі в записі альбому Джонні Янга Chicago Blues. Наприкінці 1960-х Докінс здобув репутацію гарного сесійного музиканта, після того як почав записуватися з Вайлд Чайлд Батлером, Літтл Мек Сіммонсом та Лютером Еллісоном. В той час Докінс почав працювати над свїм власним стилем та звучанням.

### 1969—1980
В 1969 році Джиммі через свого друга Меджика Сема познайомився із Бобом Кестером власником студії звукозапису Delmark Records. Того ж року записав свій дебютний альбом на лейблі під назвою Fast Fingers (альбом був удостоєний премії «Grand Prix du Disque» в номінації «Найкращий блюзовий альбом року». 1 та 2 серпня 1969 року виступав на блюзовому фестивалі в Енн-Арбор. 11 листопада 1969 року як сайдмен взяв участь у записі дебютного альбому Лютера Еллісона Love Me Mama. 1970 року вдруге взяв участь в блюзовому фестивалі в Анн-Арбор.
В 1971 році вирушив на гастролі до Європи, і в Парижі записав ще один студійний альбом. В записі взяв участь гурт, що складався з французьких музикантів: Джордж Арванітас (орган), Джекі Сансон (контрабас) і Мішель Дені (ударні), а також Мікі Бейкер (гітара). Альбом вийшов на лейблі Vogue під назвою Jimmy Dawkins. В листопаді 1971 року Докінс записав ще один свій європейський альбом — Tribute to Orange, присвячений французькому місту Оранж, в якому Докінс здобув нагороду Grand Prix du Disque за альбом Fast Fingers. В записі альбому взяли участь Кларенс «Гейтмаус» Браун, Казен Джо, Мек Томпсон та Тед Гарві. 1971 рік був дуже плідним в кар'єрі музиканта — після двох європейських альбомів був записаний ще другий альбом на лейблі Delmark Records під назвою All for Business. У записі взяли участь гітарист Отіс Раш та співак Ендрю Одом, який виконав майже всі вокальні партії. 30 грудня 1971 року Докінс як сесійний музикант взяв участь у записі альбому Okie Dokie Stomp Кларенса «Гейтмаус» Брауна.
Після успіху Fast Fingers на Докінса звернули увагу великі студії звукозапису; в результаті музикант підписав контракт з Excello Records. 1972 року Excello випустив два сингла Докінса «Things I Used to Do»/«Put It on the Hawg» та «High Cost of Living»/«1011 Woodland», а згодом і альбом Transatlantic 770. Проте, платівка не мала успіху і погано продавась. Докінс здійснив декілька турів по Європі разом з Кларенсом Брауном, Отісом Рашем, Санніленд Слімом та іншими. 12 березня 1974 року разом з Санніленд Слімом, Ендрю Одомом, Джессі Вільямсом, Джеймсом Гріном та Робертом Планкеттом взяв участь в турі під назвою Chicago Blues Festival, який проходив у Стокгольмі. 26 листопада 1974 року в Парижі Докінс та Одом записали дуетом альбом Jimmy Dawkins & Big Voice Odom. Також цього дня Докінс взяв участь у записі альбому Отіса Раша Screamin' & Cryin'.
1975 року Джиммі Докінс вирушив в тур до Японії разом зі своїм гуртом, до якого входили: Джиммі Джонсон — гітара, Сільвестер Бойнс — бас та Тайрон Сенчерей — ударні. Там вони допомогли записати Отісу Рашу живий альбом Blues Live!, який вийшов в 1975 році в Японії (у 1978 році перевиданий в США на Delmark під назвою So Many Roads). 16 жовтня 1975 року у клубі Ma Bea's Джиммі Докінс записав живий альбом під назвою I Want to Know для лейблу MCM.
1976 року Докінс повернувся на Delmark і записав свій третій альбом на лейблі під назвою Blisterstring. 29 жовтня 1976 року в клубі Ma Bea's Джиммі разом зі своїм гуртом допоміг записати альбом Going to California для Ендрю Одома. 10 листопада 1976 року в клубі Big Duke's був записаний живий альбом Come Back Baby для лейблу MCM/Storyville. 1977 року у гурті відбулась зміна ударника — Джимі Шутт замінив Тайрона Сенчерея. Після виходу Come Back Baby Докінс не записувався аж до 1981 року, але продовжував гастролювати.

### 1981—1990
Під час туру по Франції 22 березня 1981 року у паризькій студії Studio Davout Докінс записав альбом Hot Wire 81. Альбом вийшов на лейблі Isabel і був нагороджний «Hot Club du France», «Prix du Jazz» та «Нагородою Біг Білла Брунзі». Навесні 1982 року Докінс разом з гітаристом Хіпом Лінкчейном записали живий альбом Jimmy and Hip: Live! для німецького лейблу Rumble Records. 4 квітня 1983 року Докінс як соло-гітарист взяв участь у записі альбому Квін Сільвії Ембрі Midnight Baby. 1985 році Джиммі Докінс в одному із чиказьких клубів познайомився із співачкою Норою Джин Воллес і запросив її приєднатися до гурту. Того ж року на студії Soto Studios в Еванстоні, штат Іллінойс, для англійського лейблу JSP Records Докінс записав та спродюсував альбом Feel the Blues. Норма Воллес виконала три пісні як солістка. 1986 року у Лондоні Докінс записав свій другий альбом для JSP під назвою All Blues. У записі взяв участь гітарист Філ Гай, брат чиказького блюзмена Бадді Гая.
У 1987 році Джиммі Докінс вперше виступив на щорічному Чиказькому блюзовому фестивалі.
У 1980-х Докінс заснував свій власний лейбл звукозапису Leric Records. Метою його створення, було бажання записувати маловідомих музикантів, таких як Джеймс «Тейл Дреггер» Джонс, Літтл Джонні Крістіан, Квін Сільвія Ембрі та Нора Джин Воллес.
30 червня 1990 року Докінс виступив на фестивалі Puistoblues Festival, в Ярвенпяа, Фінлядія; музикант дав інтерв'ю місцевому телебаченню.

### 1991—2000
18—20 квітня 1991 року Докінс під час туру в Ісландії, записав в Рейк'явіку живий альбом Blue Ice для місцевого лейблу Platonic. В записі Докінсу брали участь ісландські музиканти і чиказький співак Чикаго Боу. У тому ж році Докінс здійснив гастролі до Югославії та Болгарії. Повернувшись до Чикаго, 18 червня 1991 року Джиммі записав студійний альбом Kant Sheck Dees Bluze на лейблі Earwig Records. Співачка Нора Джин Воллес виконала дві пісні. Через три місяці після виходу альбому, сесійний клавішник гурту Едді Ласк покінчив життя самогубством, кинувшись в річку Чикаго.
21 квітня та 12 травня 1992 року Докінс як соло-гітарист взяв участь у записі альбому Jump Through My Keyhole для Ширлі Кінг, дочки легендарного блюзмена Б.Б. Кінга. 5 червня 1992 року Докінс разом із Нормою Воллес вдруге виступив на Чиказькому блюзовому фестивалі. Також Докінс взяв участь в Mississippi Valley Blues Festival в Девенпорті, штат Айова та 18 жовтня в 8-му Тусонському блюзовому фестивалі.
1993 року про Джиммі Докінса з'явилась стаття на сторінках провідного блюзового часопису Living Blues (№ 108 березень/квітень). 28 травня 1993 року Докінс виступив на 10-му Чиказькому блюзовому фестивалі, який був присвячений Delmark Records. На ньому виступили: Дейв Спектер з Джессі Фортом, Роберт Локвуд-молодший з Майті Джо Янгом, Віллі Кент з Бонні Лі, Баркін Білл з Джиммі Докінсом та Джуніор Веллз. 8 жовтня 1993 виступив на фестивалі KUNI Blues Blowout в клубі Electric Park Ballroom, у Вотерлу, Айова.
1994 року в Атланті на лейблі Wild Dog Records був записаний альбом Blues & Pain. В тому ж році Докінс вирушив у тур до Італії і взяв участь у блюзовому фестивалі в Торриті.

## Дискографія

### Студійні альбоми
- 1969 Fast Fingers (Delmark)
- 1971 All for Business (Delmark)
- 1971 Jimmy Dawkins (Vogue)
- 1971 Tribute to Orange (Black & Blue/Evidence)
- 1972 Transatlantic 770 (Excello)
- 1974 Jimmy Dawkins & Big Voice Odom (Black & Blue/Evidence)
- 1975 I Want to Know (MCM/Storyville)
- 1976 Blisterstring (Delmark)
- 1976 Come Back Baby (MCM/Storyville)
- 1981 Hot Wire '81 (Isabel/Evidence)
- 1982 Jimmy and Hip: Live! (Rumble)
- 1985 Feel the Blues (JSP)
- 1986 All Blues (JSP)
- 1991 Blue Ice/Blues From Iceland (Platonic/Evidence)
- 1992 Kant Sheck Dees Bluze (Earwig)
- 1994 Blues & Pain (Ichiban)
- 1995 B Phur Real (Ichiban)
- 1997 Me, My Gitar & The Blues (Ichiban)
- 2002 West Side Guitar Hero (Fedora)
- 2004 Tell Me Baby (Fedora)

### Збірки
- 2002 American Roots: Blues (Ichiban)